# Komunikacja wewnętrzna
Komunikacja wewnętrzna (inaczej komunikacja pracownicza, wewnętrzny PR) – funkcja zarządzania, która poprzez aktywną komunikację z wewnętrznymi interesariuszami organizacji (pracownikami etatowymi, pracownikami tymczasowymi, podwykonawcami, kadrą kierowniczą) wpływa na zaangażowanie pracowników, motywację w pracy, identyfikację z organizacją oraz lojalność, wspierając osiąganie przez organizację jej celów biznesowych. Jest to jedna z kluczowych sfer zadaniowych public relations.

## Charakterystyka
Komunikacja wewnętrzna ma charakter interdyscyplinarny łącząc w sobie elementy nauk o zarządzaniu, teorii organizacji, zarządzania zasobami ludzkimi, public relations i marketingu. Rozwija się w organizacjach od ponad 20 lat – początkowo koncentrowała swoje działania na sferze narzędziowej np. wydawaniu gazetek pracowniczych i organizacji spotkań firmowych. Obecnie specjaliści ds. komunikacji wewnętrznej wspomagają kadrę zarządzającą w komunikacji z pracownikami: komunikują strategię firmową oraz realizują kampanie i działania, których celem jest angażowanie pracowników. Obszarem działania specjalistów ds. komunikacji wewnętrznej są zaplanowane, systematyczne działania komunikacyjne, których celem jest wpływ na wiedzę, zachowania i postawy pracowników. Jest diagnozowana przy pomocy tzw. audytu wewnętrznego.

## Komunikowanie zmian
Jednym z najważniejszych zadań komunikacji wewnętrznej jest komunikacja zmian: informowanie pracowników o nadchodzących zamianach, wyjaśnianie ich kontekstu, powodów ich zaistnienia oraz przebiegu ze szczególnym naciskiem na objaśnianie konsekwencji, jakie zmiany będą mieć dla pracowników. Celem tych działań jest budowanie zrozumienia pracowników dla zmian i ich akceptacji, a poprzez to usprawnienie ich przebiegu oraz lepsza realizacja zadań.

## Narzędzia wykorzystywane w komunikacji wewnętrznej
- tablice ogłoszeń
- biuletyny i gazetki wewnętrzne
- plakaty
- broszury i ulotki
- radiowęzły
- konkursy
- konferencje i imprezy firmowe[6]

Narzędzia elektroniczne:
- e-mail
- intranet
- e-newsletter
- blog
- video/ podcast[7]
- sms
- wideoczat/ transmisja na żywo
- kanały firmy w mediach społecznościowych

Spotkania bezpośrednie – „twarzą w twarz”
- spotkania zespołowe
- wydarzenia specjalne (eventy)
- objazd biur (road show)
- spotkania z pracownikami[8]

## Komunikacja wewnętrzna w public relations
W ujęciu public relations komunikacja wewnętrzna nazywana jest wewnętrznym public relations i oznacza jedną z gałęzi PR, która obejmuje swoim oddziaływaniem pracowników organizacji. O wewnętrznym PR mowa jest w kontekście oddziaływania public relations na otoczenie organizacji, którym są jej pracownicy. Jego głównym celem jest pozyskanie pracowników jako ambasadorów organizacji, a poprzez to kształtowanie pozytywnego wizerunku organizacji w jej otoczeniu zewnętrznym, co jest jednym z celów PR. Wewnętrzny PR określany jest również jako internal PR, internal relations, employee PR, employee communications lub relationships management, employee relations. W ujęciu public relations komunikacja wewnętrzna ma za zadanie budowanie zadowolenia i dumy z pracy, kreowanie pozytywnego nastawienia pracowników, m.in. do ich zadań, organizacji, współpracowników i przełożonych oraz mobilizowanie do wypełniania zadań.
W ramach działań wewnętrznego PR, pracownicy informowani są o: celach firmy i jej misji, zadaniach, planach, wprowadzaniu nowych produktów i usług.

## Komunikacja wewnętrzna w marketingu
Z punktu widzenia marketingu zintegrowanego, firma prowadzi wewnętrzne i zewnętrzne działania marketingowe, aby wspierać współpracę działów. Zadaniem marketingu wewnętrznego jest pozyskiwanie, szkolenie i motywowanie pracowników do dobrej obsługi klientów. Marketing wewnętrzny musi poprzedzać marketing zewnętrzny, aby przygotować pracowników do doskonałej obsługi klientów.